# Carlos Federico Mora
Carlos Federico Mora (Quetzaltenango, Guatemala, 28 de julio de 1889 – 9 de septiembre de 1972) fue un médico, humanista, y diplomático guatemalteco. Fungió como ministro de Instrucción Pública y como rector magnífico de la Universidad de San Carlos de Guatemala e hizo considerables contribuciones de psiquiatría en Guatemala.

## Biografía
| «La vida del doctor Carlos Federico Mora está llena de alegrías, porque alegrías han sido sus triunfos. Su constancia, su laboriosidad, su clara inteligencia, así como una voluntad firme y un carácter formado, le han hecho cosechar laureles [...] Además, desarrolla todas sus actividades por el bien de la colectividad, lleva siempre un consuelo a los necesitados». —Epaminondas Quintana |

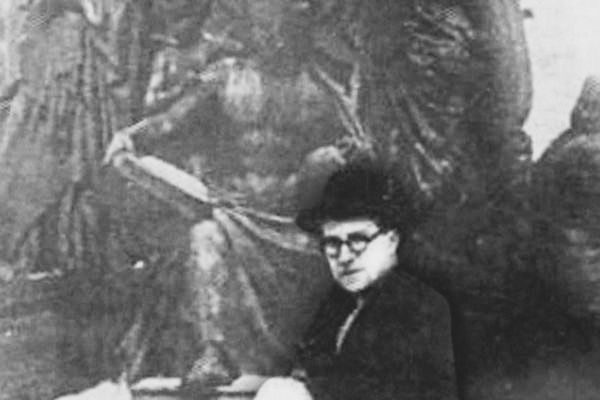
Dr. Mora cuando era embajador de Guatemala en Alemania. 1927

Mora fue hijo de Ángela Portillo y de Enecón Mora. Estudio en la Escuela Politécnica y en el Instituto Nacional Central para Varones. Estudió Medicina en la Universidad Nacional —así se le llamó a la San Carlos de 1875 a 1944— y, para pagarse sus estudios, trabajó como escribiente en el Ministerio de Gobernación; el 24 de abril de 1916 obtuvo el título de doctor en Medicina, con trabajo de tesis Consideraciones médico-legales sobre el Código Penal de Guatemala, la cual mereció el segundo lugar del Premio José Felipe Flores de la Escuela Facultativa de Medicina de la Universidad Nacional. Con su esposa, Rosa Castañeda, procreó tres hijos. 
Fue becado en México, donde efectuó investigaciones contra la rabia. Como médico y cirujano prestó servicio militar en Puerto Barrios y en el Puerto San José; luego cursó un posgrado en la Universidad Johns Hopkins, en Baltimore, Estados Unidos, donde empezó su formación en ciencias de la conducta. Ahí trabajó por un tiempo con John B. Watson, quien influyó en su enfoque experimental de la psiquiatría. También laboró en The Henry Phipps Psychiatric Clinic y para sobrevivir tuvo que trabajar como traductor y profesor de español.
Después, Mora continuó sus estudios en el Instituto de Medicina Legal de Psiquiatría, de París, Francia, y de ahí partió hacia Roma para estudiar Psicología de los delincuentes. También estuvo en Viena, Austria, donde conoció a Sigmund Freud y llevó cursos con él. También tuvo clases con Carl Gustav Jung, Alfred Adler y Julio von Jauregg -ganador Premio Nobel de Medicina de 1927-. Al regresar a Guatemala fue nombrado director del Asilo de Alienados, donde se desempeñó de 1923 a 1927. En ese período inició la terapéutica psiquiátrica en el país, y empleó métodos como el absceso de fijación, la hidroterapia, la hipnosis y la malarioterapia —técnica desarrollada por von Jauregg y que utilizaba la fiebre provocada por la malaria para tratar la parálisis general progresiva—. Asimismo, introdujo en el país el uso de las camisas de fuerza.
Fundó el servicio de Identificación en la Dirección General de la Policía y en 1927 fue trasladado a Hamburgo, Alemania, donde fue cónsul y embajador de Guatemala. Después de eso volvió al país y se centró en su profesión médica; en diciembre de 1930, formó parte del grupo de médicos que reconocieron al general Lázaro Chacón cuando este sufrió un derrame cerebral en diciembre de 1930. En 1932 estableció la cátedra de Psicología en la Escuela Facultativa de Medicina, así como Medicina Legal en la Facultad de Derecho y Notariado y retomó su cargo en el «Asilo de Alienados», donde estuvo de 1930 a 1944.
Creó la Dirección General de Educación y el Consejo Nacional de Educación y promovió la Ley Orgánica y Reglamentaria del Personal Docente de la República, aprobada en 1927, la cual fue el antecedente de lo que sería el escalafón magisterial.

## Vida política
Desempeñó el cargo de Ministerio de Educación de Guatemala durante el gobierno del general Lázaro Chacón y luego fue Rector Magnífico de la Universidad de San Carlos de Guatemala de 1944 a 1945. Posteriormente fue cónsul General de Guatemala en Hamburgo y Ministro Plenipotenciario de Guatemala en Berlín, primer Director del Asilo de Alienados, Presidente de la Liga Guatemalteca de Higiene Mental y Primer Presidente de la Asociación de Médicos Escritores.
En junio de 1944 fue parte de los 311 ciudadanos que firmaron un memorial solicitando al presidente Jorge Ubico Castañeda la reinstauración de las garantías constitucionales en Guatemala; este documento fue un factor importante en los movimientos populares que concluyeron con la renuncia de Ubico Castañeda el 1.º de julio de 1944.
Cuando el general Jorge Ubico Castañeda renunció a la presidencia de la República el 1.º de julio de 1944, dejó en su lugar a un triunvirato militar encabezado por el general Federico Ponce Vaides, quien debía llamar a elecciones. El pueblo se presentó a las instalaciones de la Asamblea Legislativa y exigió que se designara al Dr. Mora como el presidente interino; pero su nombramiento no se llegó a dar: Ponce Vaides envió un destacamento militar que desalojó la sala con amenazas de disparar, y luego obligó a los miembros de la Asamblea a nombrar al propio Ponce Vaides como Presidente de Guatemala.
Por aquella época, Mora también fue el titular del Ministerio de Salud Pública y Asistencia Social. Su larga y fructífera carrera como docente universitario la mantuvo hasta 1970. Entre sus estudiantes estuvo el médico Augusto Aguilera, el primer psiquiatra infantil del país.

## Muerte
El doctor Federico Mora falleció el sábado 9 de septiembre de 1972, a los 83 años, víctima de un accidente cerebrovascular. Fue velado en Funerales Señoriales y sepultado en el Cementerio General de la Ciudad de Guatemala. No hubo honras fúnebres ni discursos, pues, en vida, así lo había pedido a sus hijos. La Universidad de San Carlos decretó tres días de duelo y la bandera ondeó a media asta.

## Instituciones en que participó
Fue miembro fundador de las siguientes instituciones:
- Universidad Popular de Guatemala(UP)
- Sociedad Protectora del Niño
- Academia Guatemalteca de la Lengua, correspondiente de la Española y
- Cruz Roja Guatemalteca.

## Obras
- El médico y la escuela, 1926
- Manual de Medicina Forense, 1931
- Higiene psíquica de la edad pre-escolar, 1951
- Relación médico-enfermo en Guatemala, 1968
- Ensayo sobre Guatemala

## Premios
- Medalla universitaria: Universidad de San Carlos (1953)
- Doctorado honoris causa: Universidad de El Salvador[1]

## Instituciones que llevan su nombre
- En 1975 se inauguró, en la zona 18 de la Ciudad de Guatemala, un hospital para enfermos mentales, al que se le dio su nombre.
- Un instituto de Educación Media situado en la zona 7 de la ciudad lleva el nombre de «Instituto Dr. Carlos Federico Mora»